# 飛鳥新社
株式会社飛鳥新社（あすかしんしゃ）は、日本の出版社。出版物の分野は小説、写真集、雑誌、ビジネス書からコミックまで多岐に渡る。
日本テレビ系列『 世界一受けたい授業 』で話題になり、2020年日本のベストセラーランキング(日販調べ)「単行本ビジネスカテゴリ」で３位「総合」で19位になった『 繊細さん の本』が55万部突破。
NHK『あさイチ』フジテレビ『めざましテレビ』他で話題になり、シリーズ累計130万部の『おやすみロジャー』は、2016年年間ベストセラーランキング(日販調べ）で日本全国の書籍売上総合２位『日経トレンディー2016年ヒット商品ベスト30』で12位。 
2022年日販調べ年間ベストセラー総合10位になった『私の見た未来』は、累計売上90万部を突破
不動産ミステリー小説として話題となった雨穴著『変な家』は、2023年間ベストセラー単行本フィクションジャンルで第1位。全国書店4,038店舗対象のオリコン"本”ランキングで年間売上第3位を獲得。2024年に実写映画化をし累計興収56億円を記録
続編として発売された『変な家2 〜11の間取り図〜』は、2024書籍の年間ベストセラー総合第1位(日販調べ）に、オリコン年間売り上げでは『オリコン年間“本”ランキング』の単行本などの一般書籍部門「BOOKランキング」で1位「文庫ランキング」においても『変な家 文庫版』で首位となり、主要2冠を達成、史上初のBOOK&文庫で2冠を達成する快挙を成し遂げた。

## 沿革
- 1979年（昭和54年） - 小学館で学年別学習雑誌や雑誌『GORO』を担当していた編集者・土井尚道によって設立。当初は雑誌の編集プロダクションが主要な業務だった。
- 1980年（昭和55年） - 富士見書房から創刊された少女向けファッション雑誌『ポップティーン』の編集業務を請け負う。
- 1993年（平成5年）12月 - 新聞事業に進出し夕刊紙『日刊アスカ』を発行。
- 1994年（平成6年） - 富士見書房から買い取っていた『ポップティーン』を角川春樹事務所に売却。
- 2006年（平成18年） - 『磯野家の謎』を企画した後太田出版に移籍していた編集者の赤田祐一が復帰して、『団塊パンチ』を創刊（2009年2月に全14号で終刊）。
- 2016年（平成28年）4月 - ワックで月刊WiLLを立ち上げた花田紀凱を迎えて『Hanada』を創刊。
- 2018年（平成30年）8月 - 細木数子「六星占術によるあなたの運命」シリーズがベストセラーズより移籍して発売（翌年より著者が細木かおりに移行）。
- 2020年（令和2年）3月20日 - 土井が死去。享年75。

## 参考資料
- 塩澤実信『出版社大全』（論創社、2003年（平成15年））
- 角川春樹『わが闘争　不良青年は世界を目指す』（イースト・プレス、2005年）
- リチャード・ロイド・パリー『黒い迷宮──ルーシー・ブラックマン事件15年目の真実』早川書房、2015年。ISBN 978-4-15-209534-3。